# Великие голодранцы (фильм)
«Великие голодранцы» — советский художественный полнометражный чёрно-белый фильм, снятый Львом Мирским на киностудии имени М. Горького в 1973 году. Экранизация первой части дилогии «Русская нива». Продолжением является фильм «Красный чернозём».

## Сюжет
Молодая советская республика, 1927 год. Батрацкий сын Филипп Касаткин (Виктор Жуков) вступил в комсомол и начал кипучую деятельность, полную забот, побед и поражений…

## В ролях
- Виктор Жуков — Филипп Касаткин, Хвиля
- Ольга Гаврилюк — Маша Чумакова
- Алла Панова — Клавдия Комарова
- Александр Степанов — Прошка
- Сергей Гальцев — Илюха
- Раиса Куркина — Параня, мать Касаткина
- Владимир Мишанин — Данилыч, Касаткин-старший
- Нина Чуб — Нюра, сестра Хвили
- Володя Белов — младший брат Хвили
- Владимир Гостюхин — Дёма Лапонин
- Владимир Мычкин — Миня Лапонин
- Юрий Пыльнев — Володя Бардин
- Евгений Москалев — комсомолец
- Алексей Горячев — комсомолец
- Владимир Василенко — комсомолец
- Евгений Кондратьев — комсомолец
- Игорь Чуланов — комсомолец
- Марина Васильева — комсомолка
- Валерий Малышев — Максим Музулев
- Юрий Оськин — Лобачев
- Александр Хочинский — Симонов
- Григорий Абрикосов — Комаров
- Владимир Липпарт — Пётр Фомич Лапонин
- Вадим Захарченко — мельник
- Алевтина Румянцева — баба
- Клавдия Козлёнкова — баба
- Тамара Яренко — баба

## Съёмочная группа
- Автор сценария — Филипп Наседкин
- Режиссёр-постановщик — Лев Мирский
- Оператор-постановщик — Аурелиус Яциневичюс
- Художник-постановщик — Борис Комяков
- Композитор — Леонид Афанасьев
- Текст песен Леонида Куксо
- Звукооператор — Борис Голев
- Директор картины — И. Морозов

Песня «Может быть, паду я пулей скошенный» в исполнении Олега Анофриева.